# Stomaphis ulmicola
Stomaphis ulmicola är en insektsart som beskrevs av Inouye 1938. Stomaphis ulmicola ingår i släktet Stomaphis och familjen långrörsbladlöss. Inga underarter finns listade i Catalogue of Life.